# Temporada 1987 de la NFL

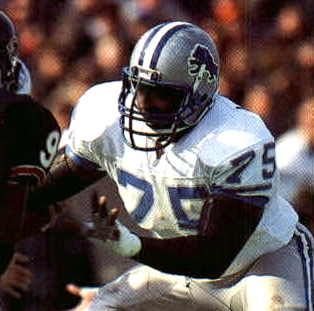
Lomas Brown, jugador de los Detroit Lions.

La Temporada 1987 de la NFL fue la 68.ª en la historia de la NFL. La temporada se caracterizó principalmente por el hecho de jugar con muchos jugadores suplentes ya que los jugadores asociados a la National Football League Players Association estaban de huelga desde la semana 4 a la 6.
La temporada finalizó con el Super Bowl XXII, cuando los Washington Redskins vencieron a los Denver Broncos por 42-10 en el Jack Murphy Stadium, San Diego lo que significó su segunda derrota consecutiva en el Super Bowl. También fue la primera vez en la historia en que un quarterback titular (Doug Williams), de raza negra, se consagró campeón. el siguiente sería Russell Wilson en el Super Bowl XLVIII

## Temporada regular
V = Victorias, D = Derrotas, E = Empates, CTE = Cociente de victorias [V+(E/2)]/(V+D+E), PF= Puntos a favor, PC = Puntos en contra
| Clasificado para los playoffs |

| Indianapolis Colts(3) | 9 | 6 | 0 | .600 | 300 | 238 |
| New England Patriots  | 8 | 7 | 0 | .533 | 320 | 293 |
| Miami Dolphins        | 8 | 7 | 0 | .533 | 362 | 335 |
| Buffalo Bills         | 7 | 8 | 0 | .467 | 270 | 305 |
| New York Jets         | 6 | 9 | 0 | .400 | 334 | 360 |

| Cleveland Browns(2) | 10 | 5  | 0 | .667 | 390 | 239 |
| Houston Oilers(4)   | 9  | 6  | 0 | .600 | 345 | 349 |
| Pittsburgh Steelers | 8  | 7  | 0 | .533 | 285 | 299 |
| Cincinnati Bengals  | 4  | 11 | 0 | .267 | 285 | 370 |

| Denver Broncos(1)   | 10 | 4  | 1 | .700 | 379 | 288 |
| Seattle Seahawks(5) | 9  | 6  | 0 | .600 | 371 | 314 |
| San Diego Chargers  | 8  | 7  | 0 | .533 | 253 | 317 |
| Los Angeles Raiders | 5  | 10 | 0 | .333 | 301 | 289 |
| Kansas City Chiefs  | 4  | 11 | 0 | .267 | 273 | 388 |

| Washington Redskins(3) | 11 | 4 | 0 | .733 | 379 | 285 |
| Dallas Cowboys         | 7  | 8 | 0 | .467 | 340 | 348 |
| St. Louis Cardinals    | 7  | 8 | 0 | .467 | 362 | 368 |
| Philadelphia Eagles    | 7  | 8 | 0 | .467 | 337 | 380 |
| New York Giants        | 6  | 9 | 0 | .400 | 280 | 312 |

| Chicago Bears(2)     | 11 | 4  | 0 | .733 | 356 | 282 |
| Minnesota Vikings(5) | 8  | 7  | 0 | .533 | 336 | 335 |
| Green Bay Packers    | 5  | 9  | 1 | .367 | 255 | 300 |
| Tampa Bay Buccaneers | 4  | 11 | 0 | .267 | 286 | 360 |
| Detroit Lions        | 4  | 11 | 0 | .267 | 269 | 384 |

| San Francisco 49ers(1) | 13 | 2  | 0 | .867 | 459 | 253 |
| New Orleans Saints(4)  | 12 | 3  | 0 | .800 | 422 | 283 |
| Los Angeles Rams       | 6  | 9  | 0 | .400 | 317 | 361 |
| Atlanta Falcons        | 3  | 12 | 0 | .200 | 205 | 436 |

### Desempates
- Houston fue el cuarto cabeza de serie de la AFC por delante de Seattle basado en un mejor registro de conferencia (7-4 contra 5-6 de los Seahawks)
- Chicago fue el cuarto cabeza de serie de la AFC por delante de Washington basado en un mejor registro de conferencia (9-4 contra 9-3 de los Redskins)
- New England finalizó por delante de Miami en la AFC Este basado en enfrentamientos directos (2-0).
- Dallas finalizó por delante de St. Louis y Philadelphia en la NFC Este basado en un mejor registro de división (4-4 contra 3-5 de los Cardinals y 3-5 de los Eagles).
- St. Louis finalizó por delante de Philadelphia en la NFC Este basado en un mejor registro de conferencia (7-7 contra 4-7 de los Eagles).
- Tampa Bay finalizó por delante de Detroit en la NFC Central basado en un mejor registro de división (3-4 contra 2-5 de los Cardinals).

## Postemporada
|  | Ronda Wild Card          | Ronda Wild Card          | Ronda Wild Card          |                      |                      | Ronda Divisional             | Ronda Divisional             | Ronda Divisional             |                      |                      | Finales de Conferencia       | Finales de Conferencia       | Finales de Conferencia       |  |  | Super Bowl                    | Super Bowl                    | Super Bowl                    |  |
|  |                          |                          |                          |                      |                      |                              |                              |                              |                      |                      |                              |                              |                              |  |  |                               |                               |                               |  |
|  |                          |                          |                          |                      |                      | 9 de Ene - Candlestick Park  |                              |                              |                      |                      |                              |                              |                              |  |  |                               |                               |                               |  |
|  |                          |                          |                          |                      |                      | 5                            | Minnesota                    | 36                           |                      |                      |                              |                              |                              |  |  |                               |                               |                               |  |
|  | 3 de Ene - Louisiana Sup | 3 de Ene - Louisiana Sup | 3 de Ene - Louisiana Sup |                      |                      | 1                            | San Francisco                | 24                           |                      |                      | 17 de Ene - RFK Stadium      | 17 de Ene - RFK Stadium      | 17 de Ene - RFK Stadium      |  |  |                               |                               |                               |  |
|  | 5                        | Minnesota                | 44                       | Ronda Divisional NFC | Ronda Divisional NFC | Ronda Divisional NFC         |                              |                              | 5                    | Minnesota            | 10                           |                              |                              |  |  |                               |                               |                               |  |
|  | 4                        | New Orleans              | 10                       |                      |                      | 6 Ene - Soldier Field        | 6 Ene - Soldier Field        | 6 Ene - Soldier Field        |                      |                      | 3                            | Washington                   | 17                           |  |  |                               |                               |                               |  |
|  | Ronda Wild Card NFC      | Ronda Wild Card NFC      | Ronda Wild Card NFC      | 3                    | Washington           | 21                           |                              |                              | Campeonato de la NFC | Campeonato de la NFC | Campeonato de la NFC         |                              |                              |  |  |                               |                               |                               |  |
|  |                          |                          |                          |                      |                      | 1                            | Chicago                      | 17                           |                      |                      |                              |                              |                              |  |  | 31 de Ene Jack Murphy Stadium | 31 de Ene Jack Murphy Stadium | 31 de Ene Jack Murphy Stadium |  |
|  |                          |                          |                          |                      |                      |                              |                              |                              |                      |                      |                              |                              |                              |  |  | N1                            | Washington                    | 42                            |  |
|  |                          |                          |                          |                      |                      | 9 de Ene - Cleveland Stadium | 9 de Ene - Cleveland Stadium | 9 de Ene - Cleveland Stadium |                      |                      |                              |                              |                              |  |  | A1                            | Denver                        | 10                            |  |
|  |                          |                          |                          |                      |                      | 3                            | Indianapolis                 | 21                           |                      |                      |                              |                              |                              |  |  | Super Bowl XXIII              | Super Bowl XXIII              | Super Bowl XXIII              |  |
|  | 3 de Ene - Astrodome     | 3 de Ene - Astrodome     | 3 de Ene - Astrodome     |                      |                      | 2                            | Cleveland                    | 38                           |                      |                      | 17 de Ene- Mile High Stadium | 17 de Ene- Mile High Stadium | 17 de Ene- Mile High Stadium |  |  |                               |                               |                               |  |
|  | 5                        | Seattle                  | 20                       |                      |                      | Ronda Divisional AFC         | Ronda Divisional AFC         | Ronda Divisional AFC         |                      |                      | 2                            | Cleveland                    | 33                           |  |  |                               |                               |                               |  |
|  | 4                        | Houston                  | 23                       |                      |                      | 10 de Ene– Mile High Stadium | 10 de Ene– Mile High Stadium | 10 de Ene– Mile High Stadium |                      |                      | 1                            | Denver                       | 38                           |  |  |                               |                               |                               |  |
|  | Ronda Wild Card AFC      | Ronda Wild Card AFC      | Ronda Wild Card AFC      |                      |                      | 4                            | Houston                      | 10                           |                      |                      | Campeonato de la AFC         | Campeonato de la AFC         | Campeonato de la AFC         |  |  |                               |                               |                               |  |
|  |                          |                          |                          |                      |                      | 1                            | Denver                       | 34                           |                      |                      |                              |                              |                              |  |  |                               |                               |                               |  |

## Premios anuales
Al final de temporada se entregan diferentes premios reconociendo el valor del jugador durante la temporada entera.
| Premio                     | Ganador        | Posición      | Equipo              |
| -------------------------- | -------------- | ------------- | ------------------- |
| Jugador más valioso        | John Elway     | Quarterback   | Denver Broncos      |
| Jugador ofensivo del año   | Jerry Rice     | Wide receiver | San Francisco 49ers |
| Jugador defensivo del año  | Reggie White   | Defensive end | Philadelphia Eagles |
| Entrenador del año         | Jim Mora       | Head Coach    | New Orleans Saints  |
| Novato ofensivo del año    | Troy Stradford | Running back  | Miami Dolphins      |
| Novato defensivo del año   | Shane Conlan   | Linebacker    | Buffalo Bills       |
| Regreso del año            | Charles White  | Running back  | Los Angrles Rams    |
| Hombre del Año             | Dave Duerson   | Safety        | Chicago Bears       |
| Jugador más valioso del SB | Doug Williams  | Quarterback   | Washington Redskins |